# Phorbanta variabilis
Phorbanta variabilis (лат.) — вид клопов, единственный в составе рода Phorbanta Stål, 1872 из семейства древесных щитников. Эндемики Южной Америки (Чили).

## Описание
Длина тела около 1 см. От близких родов отличается следующими признаками: параклипеи почти прямые, сужаются дистально, выступая от незначительно до значительно дальше переднего конца переднеспинки; 1-й усиковый сегмент простирается за передние концы параклипей; отверстие ароматической железы удлинённое и без круглой ямки у дистального конца. Торакальный киль отсутствует; крылья нормальные и их костальный край не выпуклый и редко образует бугорок у основания; тело не вдавлено; брюшной шип отсутствует; заднебоковые углы 7-го стернита никогда не выступают виде отростков. Антенны 5-члениковые. Лапки состоят из двух сегментов. Щитик треугольный и достигает середины брюшка, голени без шипов.